# Брудзев (Каліський повіт)
Брудзев (пол. Brudzew) — село в Польщі, у гміні Блізанув Каліського повіту Великопольського воєводства.
Населення — 388 осіб (2011).
У 1975-1998 роках село належало до Каліського воєводства.

## Демографія
Демографічна структура станом на 31 березня 2011 року:
|          | Загалом | Допрацездатний вік | Працездатний вік | Постпрацездатний вік |
| -------- | ------- | ------------------ | ---------------- | -------------------- |
| Чоловіки | 183     | 37                 | 127              | 19                   |
| Жінки    | 205     | 40                 | 125              | 40                   |
| Разом    | 388     | 77                 | 252              | 59                   |